# Hirata Gōyō
Hirata Gōyō (japanisch 平田 郷陽, wirklicher Name Hirata Tsuneo (平田 恒雄); * 25. November 1903 in der Präfektur Tokio; † 23. März 1981) war ein japanischer Puppenmacher, der als solcher 1955 zum Lebenden Nationalschatz in der Kategorie: Puppenfertigung ernannt wurde.

## Leben
Hirata begann die Herstellung lebensechter Puppen (活人形) im Alter von 12 Jahren zunächst von seinem Vater, dann bei Yasumoto Kamehara (1826–1900) zu erlernen. Als sein Vater Hirata Goyō I. 1924 stirbt, übernimmt Hirata das Geschäft der Puppenfertigung von ihm. Hirata spezialisierte sich auf die Herstellung von „Ishō-Puppen“ (衣裳人形, ~ ningyō, wörtlich etwa: Puppen in prächtiger Garderobe). Neben den „Ishō-Puppen“, die aus Vollholz gefertigt werden, stellte er im Rahmen des „Aoi me no ningyō“-Programms (青い目の人形) zwischen Amerika und Japan in den 20er-Jahren auch Puppen mit Sägespanfüllung her. 1937 fertigte er Puppen für die Weltfachausstellung in Paris.